# Mariaplaats
De Mariaplaats is een plein in de Nederlandse stad Utrecht. Het is genoemd naar de verdwenen Mariakerk. Eromheen lag een groot plein, waarvan het deel ten noorden en het deel ten oosten van de vroegere kerk nog aanwezig zijn en samen de Mariaplaats vormen. 

## Locatie en bebouwing
De Mariakerk en het plein eromheen lagen in een gebied tussen de Catharijnesingel in het westen en de Zadelstraat in het oosten. De huidige Mariaplaats kan worden bereikt
- vanuit het westen vanaf de Moreelselaan via de Marga Klompébrug, vanaf de Catharijnekade en vanaf het Willemsplantsoen
- vanuit het noorden door de Mariastraat
- vanuit het oosten door de Zadelstraat en de Boterstraat
- vanuit het zuiden vanaf de Springweg.

Op de plaats van de oostelijke helft van de vroegere kerk staat het Gebouw voor Kunsten en Wetenschappen, thans niet meer als zodanig in gebruik, maar deel van het Utrechts conservatorium. Het grootste deel van de westelijk helft van de vroegere kerk is nu een naast de Mariaplaats gelegen plantsoen. Hier bevindt zich een deel van de kruisgang van de Mariakerk. Op de plaats van het westfront van de kerk (beroemd geworden door een schilderij van Pieter Saenredam, te zien in het Museum Boijmans van Beuningen) staan thans woonhuizen. Ten zuiden van de vroegere kerk ligt het voormalige Ziekenhuis Sint-Joannes de Deo, thans eveneens in gebruik bij het Utrechts conservatorium. Aan de noordzijde van de Mariaplaats, even voor de hoek met de Mariaplaats bevindt zich de vroegere Handelsbeurs, waar onder andere  graan werd verhandeld. Ernaast staat staat een door zijn ongedeelde grote ramen opvallend sociëteitsgebouw. Op de hoek met de Rijnkade staat het hoofdkantoor van de Steenkolen Handels Vereniging, waaraan de ondernemersfamilie Fentener van Vlissingen is verbonden.

## Immuniteit en marktplaats
Een deel van het huidige plein behoorde tot aan de reformatie tot de immuniteit (claustrale singel) van de voormalige Mariakerk. Hier stond een aantal kanunnikenhuizen, waarvan Mariaplaats 22 een voorbeeld is.
Buiten de grenzen van de immuniteit lag een plein dat al in 1391 de bestemming van marktplaats kreeg. Door de eeuwen heen kregen verschillende pleinen in de stad specialistische markten toebedeeld. Zo was de Mariaplaats allereerst een algemene warenmarkt, later veemarkt, lapjesmarkt en fruitmarkt. Ook werd er eeuwenlang de jaarmarkt gehouden; eerst in januari en vanaf 1616 in juli.
Utrecht was ingedeeld in vier kwartieren en ieder kwartier in twee wijken. De Mariaplaats lag in de wijk Zwarte Knechten. De naam is afkomstig van het vaandel van de plaatselijke schutterij. In de Franse tijd werden de namen geschrapt en werden er letters gebruikt. Voor de Mariaplaats was dat de letter E. In de steeg tussen huisnummer 51 en 52 bevindt zich nog het oude huisnummer E285 in de boog van de toegang tot de voormalige Rooms Katholieke Burgerschool.
De St. Maria Pomp op dit plein heeft de status rijksmonument. Het Utrechtse water stond bekend als het beste van Nederland, en rijke Amsterdamse burgers lieten hier hun drinkwater per schip halen. Ook bij bierbrouwerijen was het Utrechtse water geliefd.
Een middeleeuws open riool, later overkluisd,  werd in 1958 bij de bouw van het SHV-gebouw buiten gebruik gesteld, maar delen ervan zijn nog aanwezig. Het publiek kan er een kijkje in nemen door middel van de "loertoeter, bedacht door een ambtenaar en inmiddels vervangen door versie 2.0.

## Gebouwen
- Het voormalige St. Joannes de Deo Ziekenhuis
- Gebouw voor Kunsten en Wetenschappen
- het hoofdkantoor van de SHV
- Henk Westbroeks café Stairway to Heaven
- de kloostergang van de Mariakerk aan het binnenplein Mariahoek
- Sociëteit "De Vereeniging"

## Fotogalerij

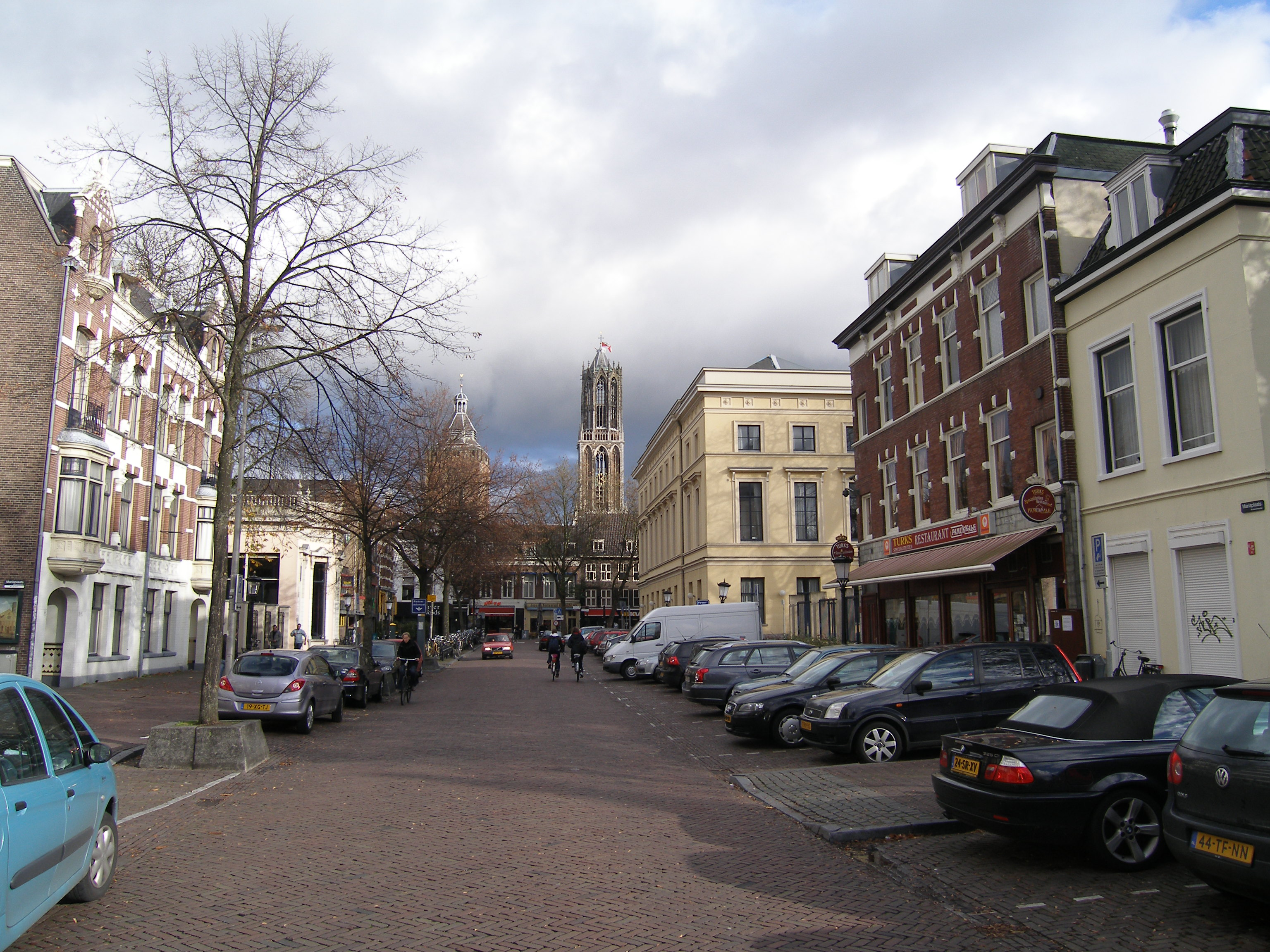
Mariaplaats, gezien vanaf de Marga Klompébrug
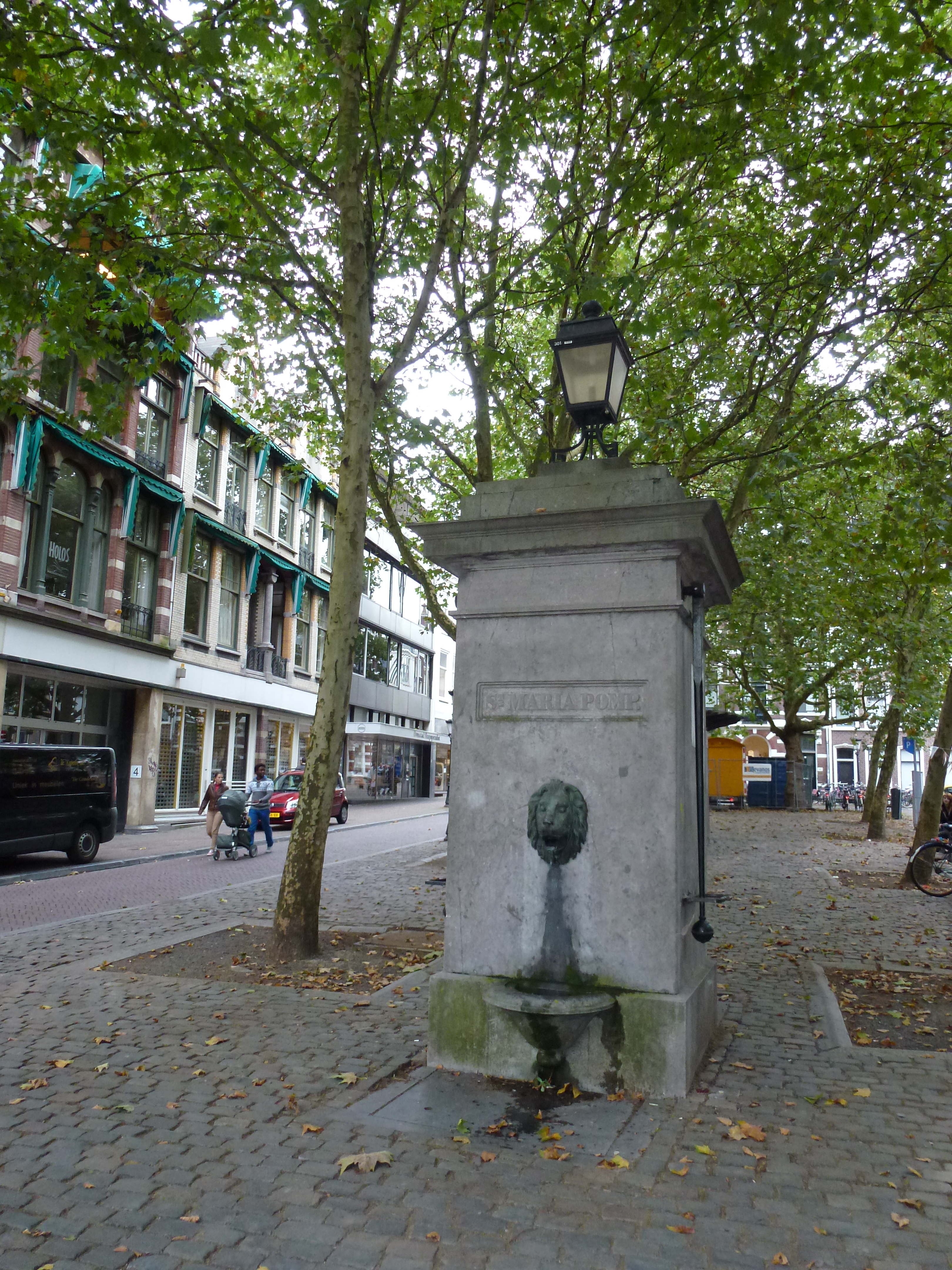
St. Maria Pomp
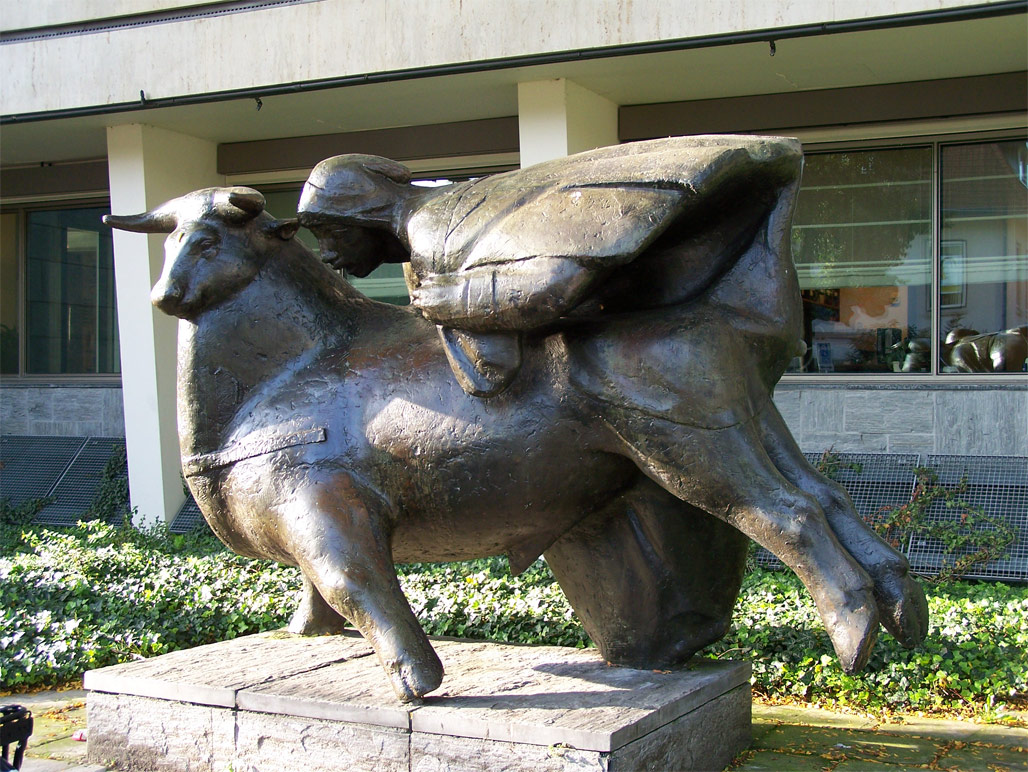
Stier met berijder van Paul Grégoire, gift van de NS
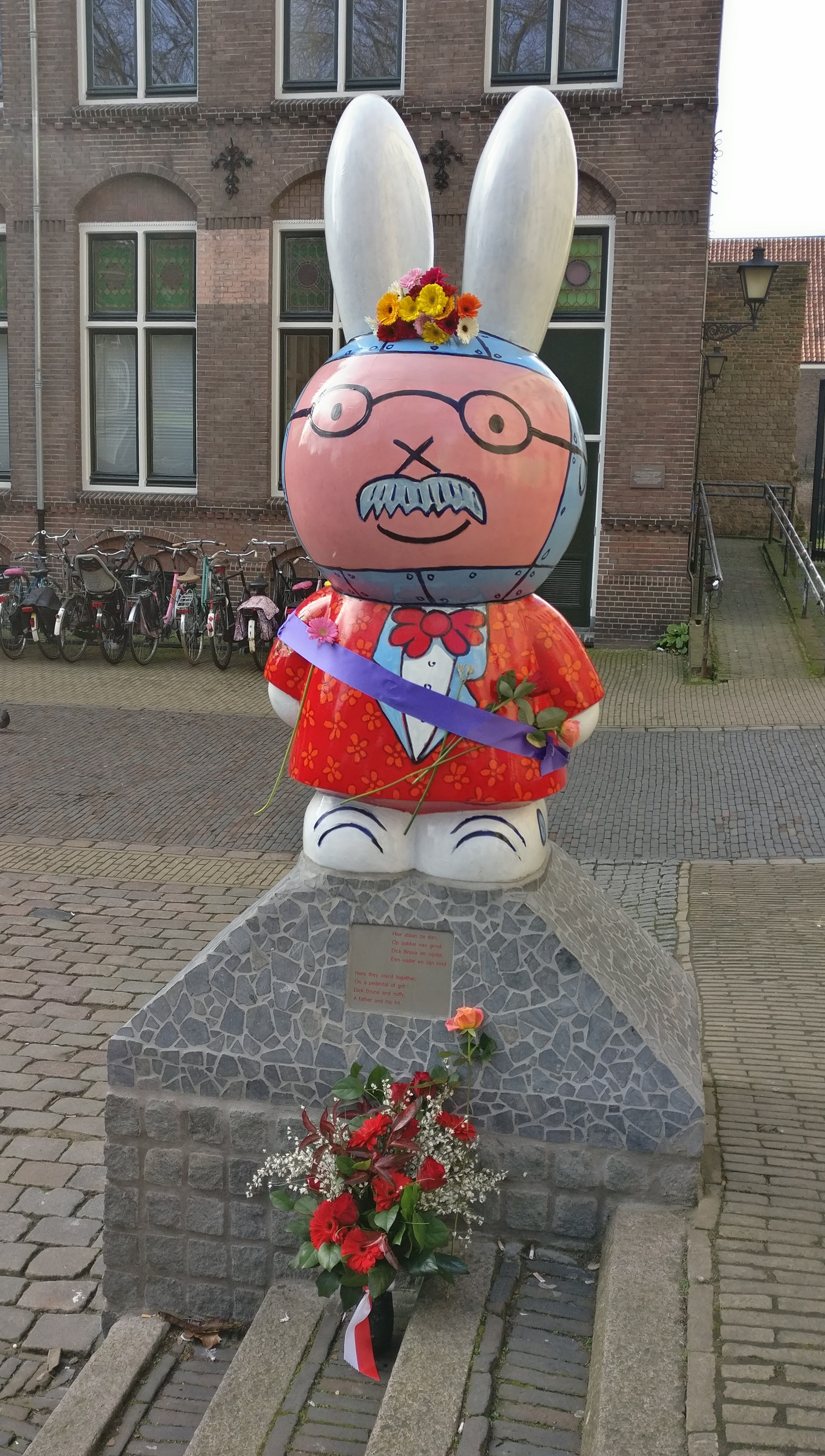
Nijntje standbeeld na overlijden Dick Bruna
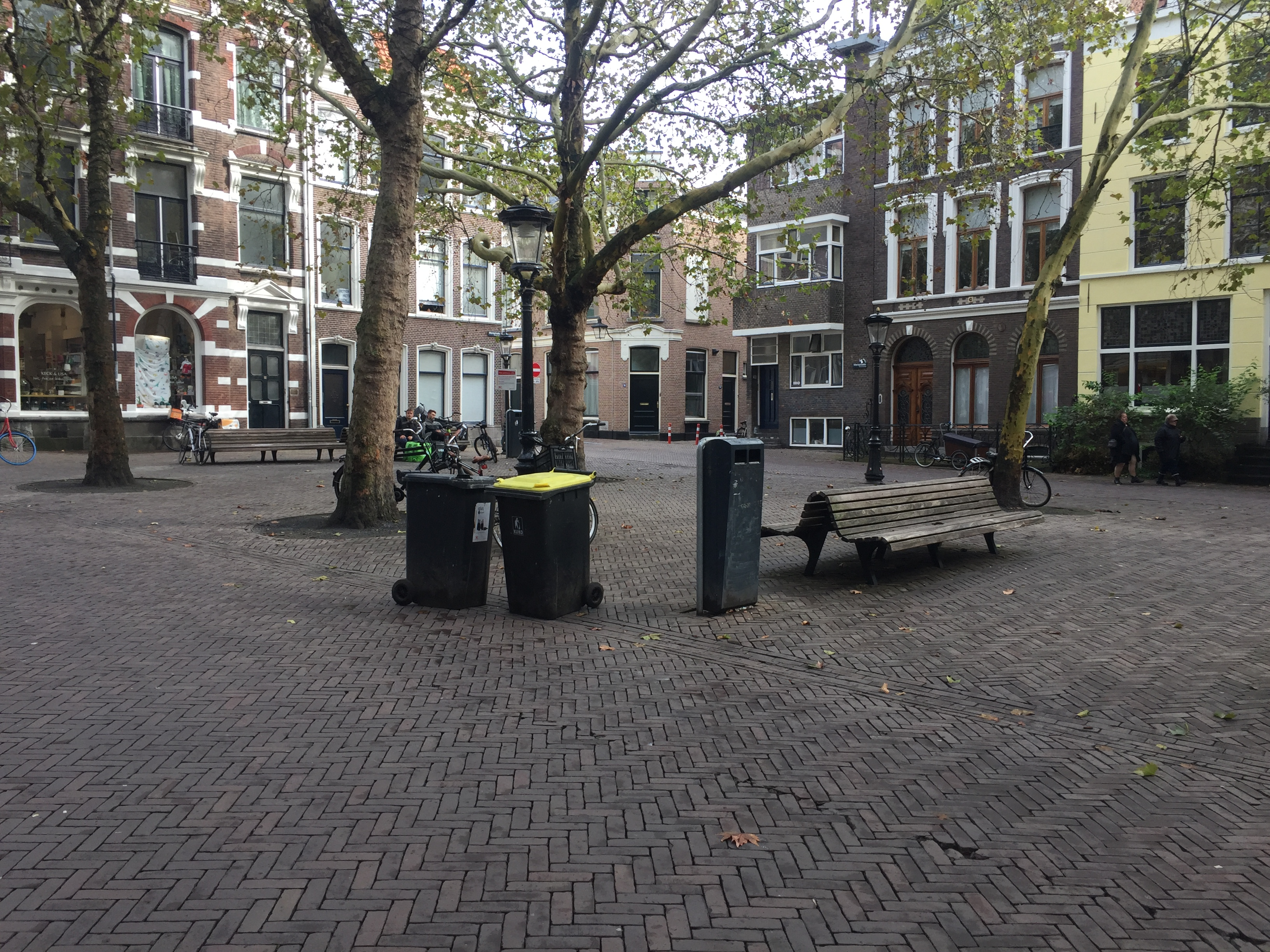
Mariaplaats in Utrecht.
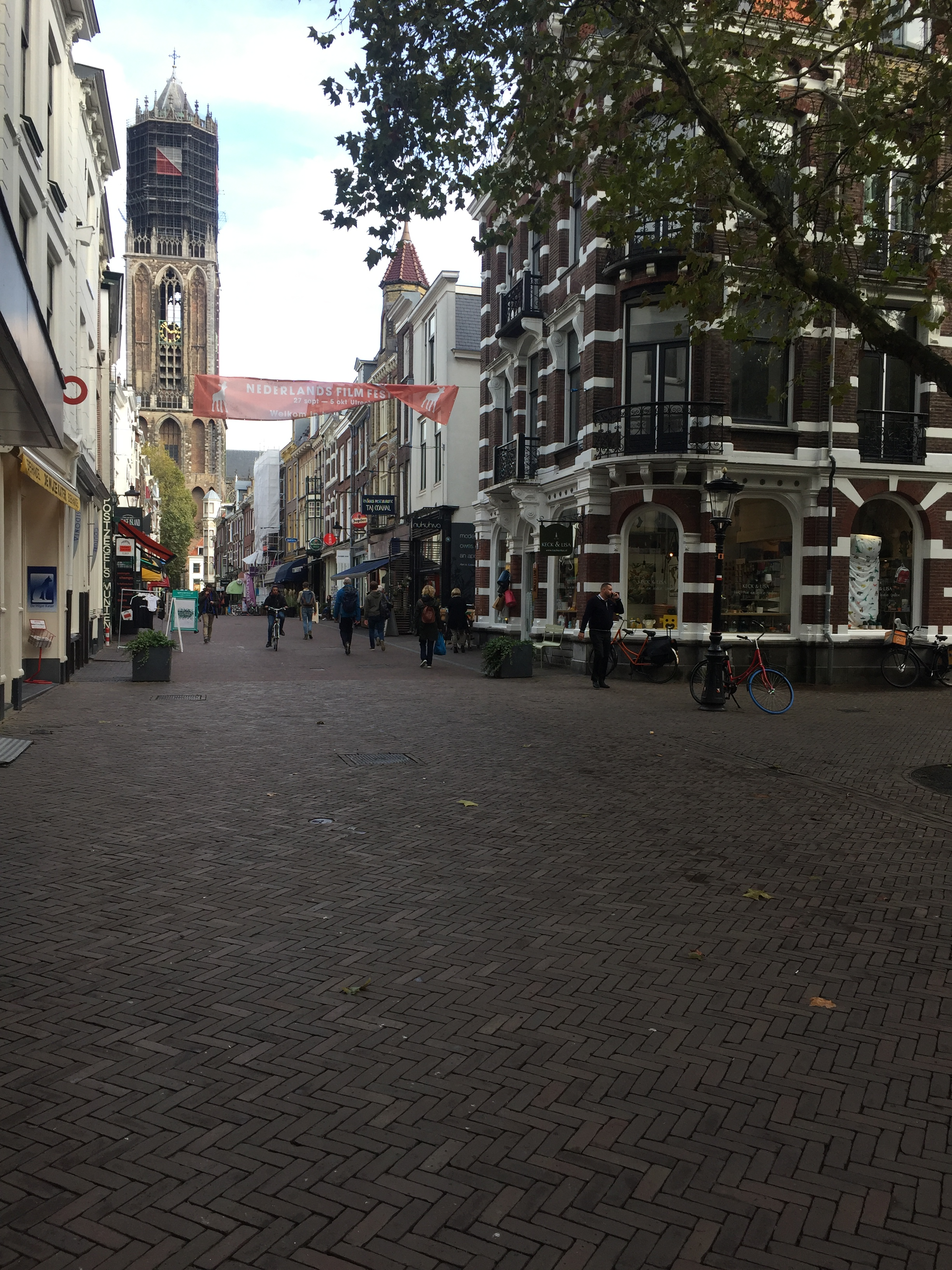
Uitzicht op de Dom